# Gregorio (cardinal, 1190)
Pour les articles homonymes, voir Gregorio.
Gregorio  (né à Rome et mort court  après le 15 juillet 1202) est un cardinal italien  du XIIe siècle. Il est un parent du pape Célestin III.

## Biographie
Le pape Clément III le crée cardinal lors du consistoire du septembre 1190. Le cardinal Gregorio est légat en Espagne pour résoudre les difficultés  du contrat de mariage entre l'empereur Frédéric Barberousse et  Bérengère, la fille et héritière du roi  Alphonse VIII de Castille.  Pour préparer le combat contre les Saracens, il arrange un traité entre les rois chrétiens et scelle une alliance entre l'Aragón et la Castille.
Il  participe  à l'élection du pape Célestin III en 1191 et à l'élection d'Innocent III en 1198. Pendant le pontificat d'Innocent III Gregorio est auditeur à la curie romaine.